# Andrea Thomas
Andrea Thomas (República Federal Alemana, 9 de abril de 1963) es una atleta alemana retirada especializada en la prueba de 4 x 100 m, en la que ha conseguido ser subcampeona europea en 1990.

## Carrera deportiva
En los Juegos Olímpicos de Seúl 1988 finalizó cuarta en los relevos de 4 x 100 m —con un tiempo de 42.76 segundos, tras Estados Unidos, Alemania del Este y la Unión Soviética— y también cuarta en los relevos de 4x400 m, con un tiempo de 3 min 22.49 s, tras la Unión Soviética (oro), Estados Unidos (plata) y Alemania del Este (bronce).
En el Campeonato Europeo de Atletismo de 1990 ganó la medalla de plata en los relevos 4 x 100 m, con un tiempo de 43.02 s, llegando a meta tras Alemania del Este y por delante de Reino Unido (bronce), siendo sus compañeras de equipo: Ulrike Sarvari, Gabi Lippe y Silke Knoll.